# Pavillon (instrument)
Pour les articles homonymes, voir Pavillon.
Un pavillon, est en musique, l'extrémité évasée de certains instruments, dont les instruments à vent ou certains instruments à cordes comme le violon à pavillon, et des premiers lecteurs d'enregistrements comme les gramophones ou les phonographes, qui permet de favoriser la diffusion du son en l'amplifiant.
Certains instruments comme la clarinette d'amour, le cor anglais se terminent par un pavillon non évasé et piriforme, appelé pavillon d'amour, qui permet de voiler les notes les plus graves par un effet de résonance de la cavité. 
Certaines formes du kyl-kobyz, instrument à corde kazakh, comportent également une caisse de résonance ouverte, se rapprochant ainsi du fonctionnement du pavillon.
Les mégaphones utilisent principalement un pavillon, parfois seul (porte-voix), placé devant la bouche, parfois contenant un dispositif de production du son électromécanique.
Il est également possible d'associer un pavillon à un haut-parleur pour améliorer son adaptation d'impédance avec le milieu ambiant: haut-parleur à pavillon

## Acoustique
Le pavillon constitue un tampon qui agit en adaptateur d’impédance acoustique entre la sortie de la perce de l'instrument, source de fortes pressions (appelée « gorge du pavillon ») et la faible pression de l’air ambiant de la pièce d’écoute en sortie du pavillon (appelée « bouche du pavillon »). La courbe d'évasement du pavillon entre la gorge et la bouche suit une loi d'expansion. Arthur Gordon Webster a étudié la propagation des ondes acoustiques dans les pavillons et a proposé une équation dite des pavillons ou équation de Webster en 1910. La fonction de Bessel pour construire un pavillon d'instrument de musique apparait une bonne solution par rapport à la forme conique ou ellipsoïdale; en aucun cas, la forme ne peut être exponentielle car elle supprime l'onde stationnaire dans le tuyau.

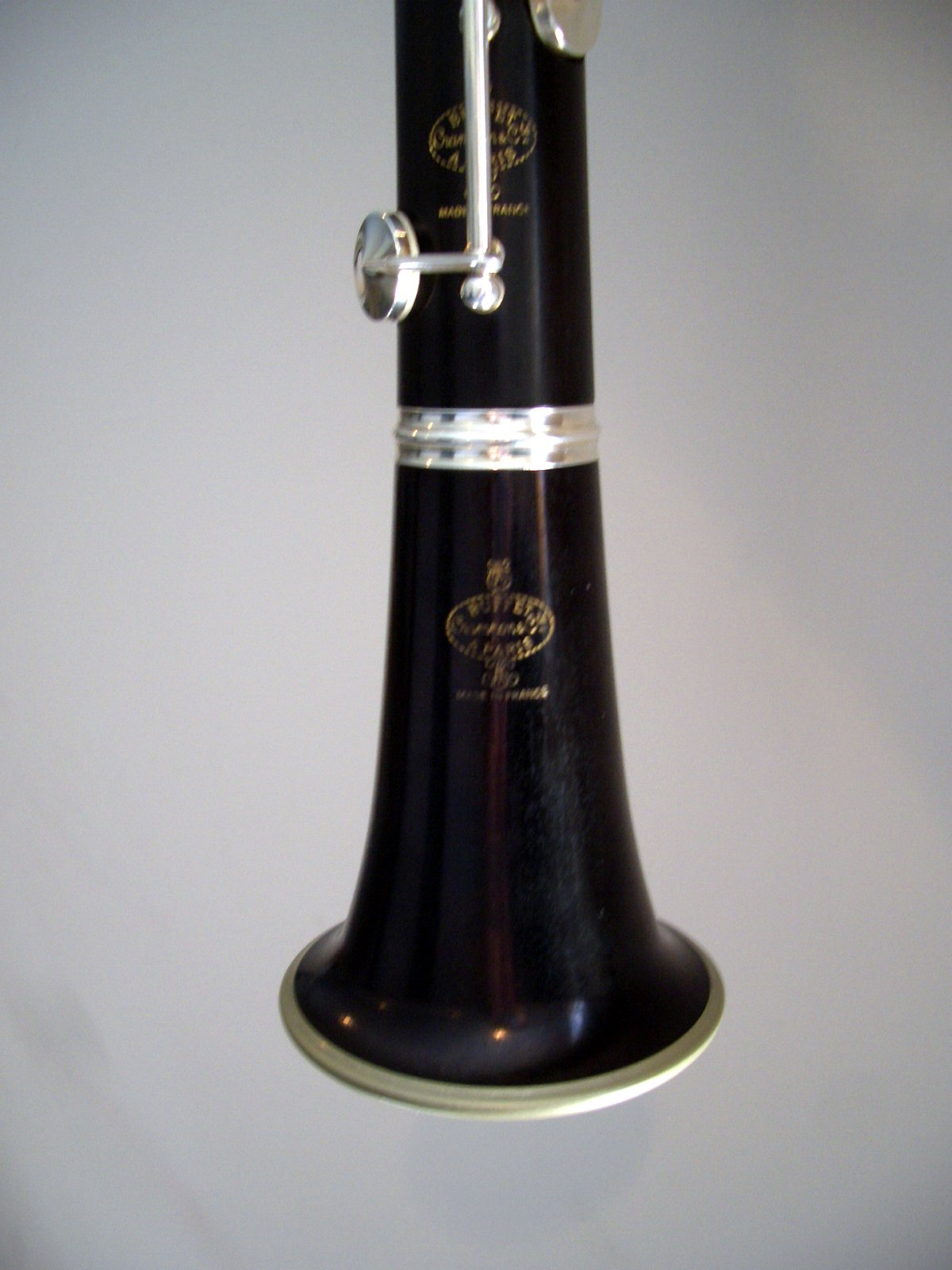
Pavillon évasé de clarinette avec la clef de mi grave sur le corps du bas (note la plus grave=trou bouché).

Concernant la clarinette, les travaux de l'acousticien Émile Leipp ont confirmé que le pavillon évasé ne joue pas qu'un rôle esthétique et que :
- sans pavillon évasé (remplacé par une rallonge cylindrique pour conserver l'accord), la note la plus grave de la clarinette est déficiente et plus pauvre en harmoniques,
- et qu'avec un pavillon percé d'un large trou latéral, les notes sont plus riches en harmoniques mais que les fondamentaux sont plus maigres: « Le son a "moins de corps..." »[4].

Le corniste jouant du cor naturel peut utiliser sa main pour la placer dans le pavillon pour changer la hauteur de la note, arrondir le son, ou effectuer des sons bouchés.

## Galerie

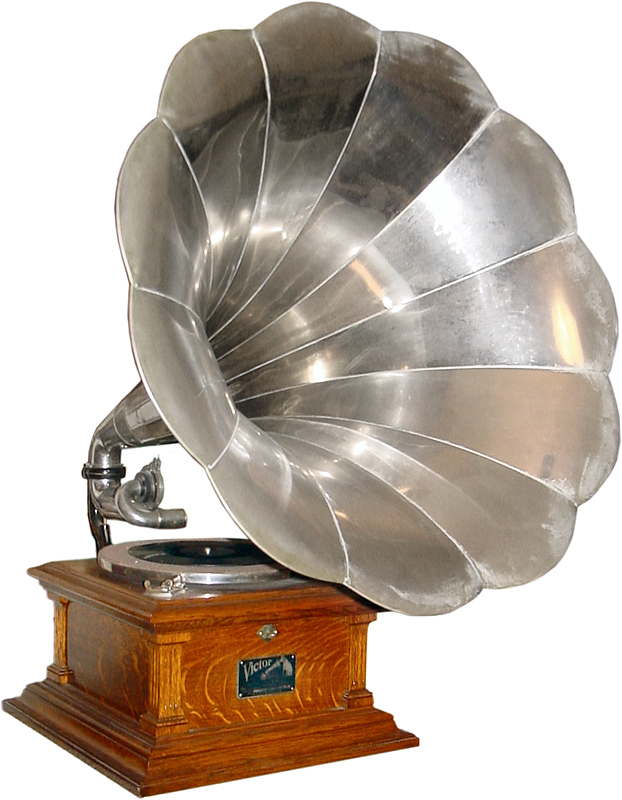
Un gramophone « Victor V »
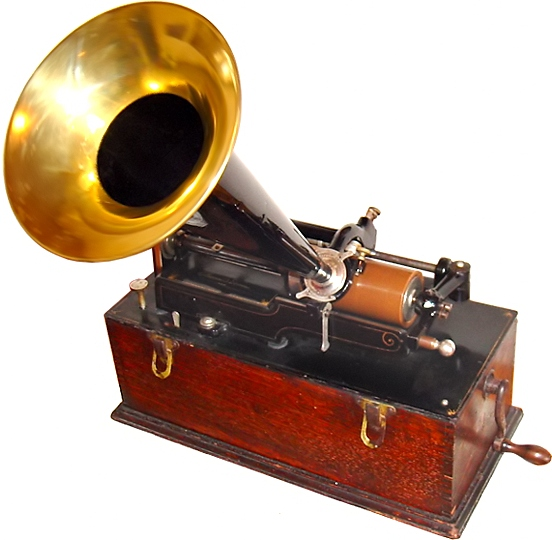
Pavillon d'un phonographe
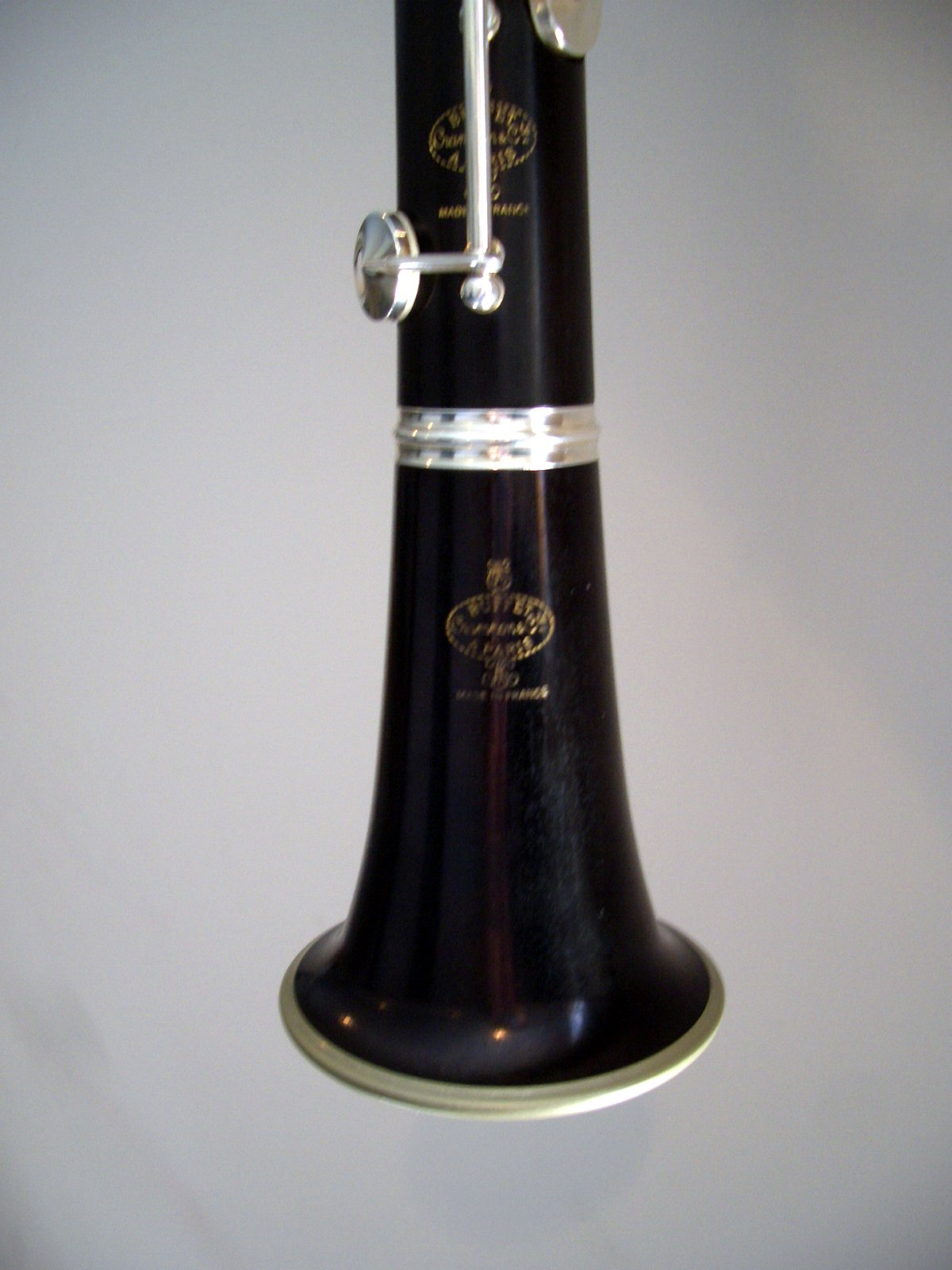
Pavillon d'une clarinette
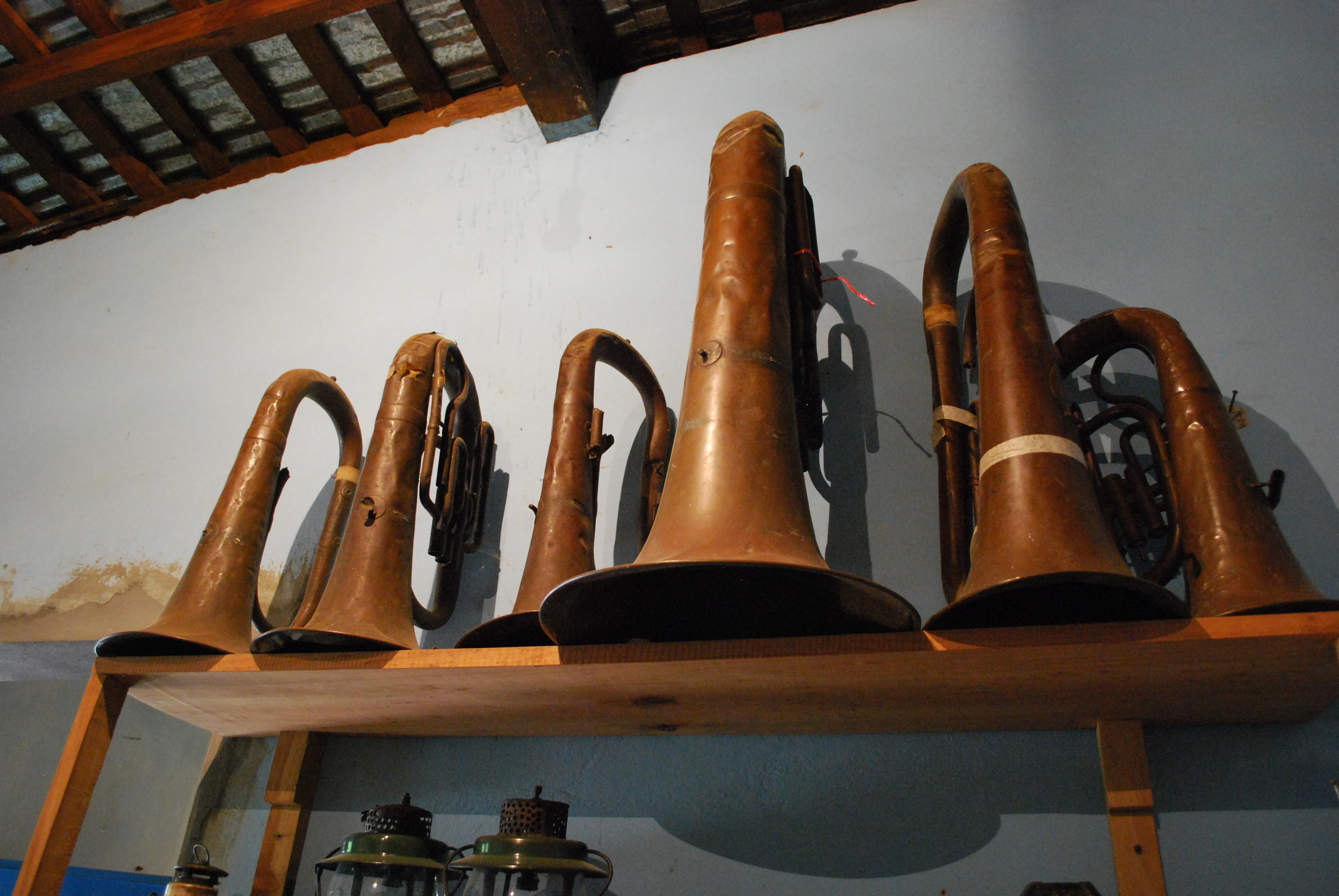
Pavillons de tubas
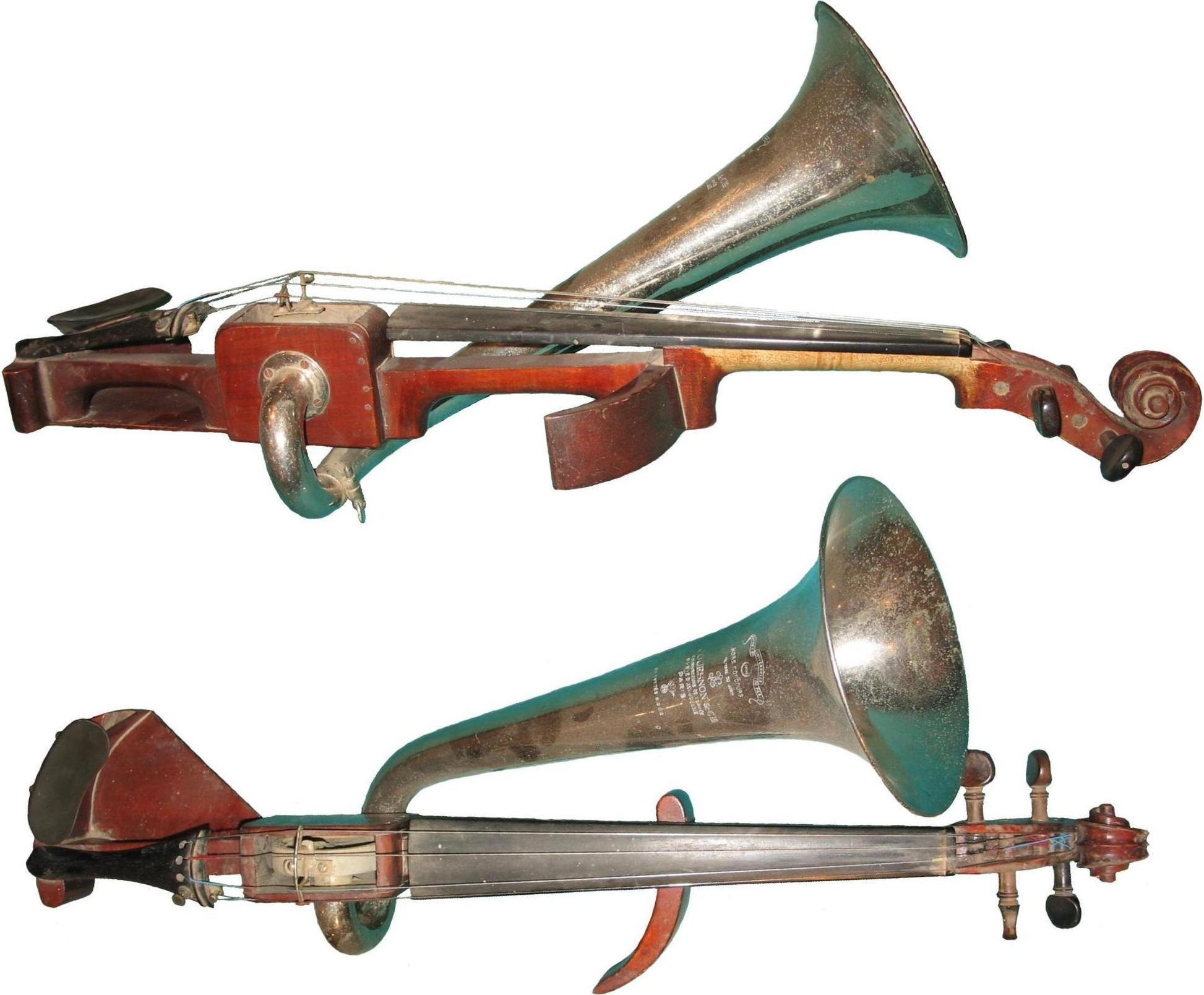
Violon Stroh, violon à pavillon.
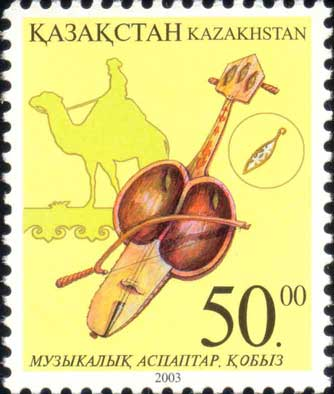
Caisse de résonance ouverte d'un kyl-kobyz
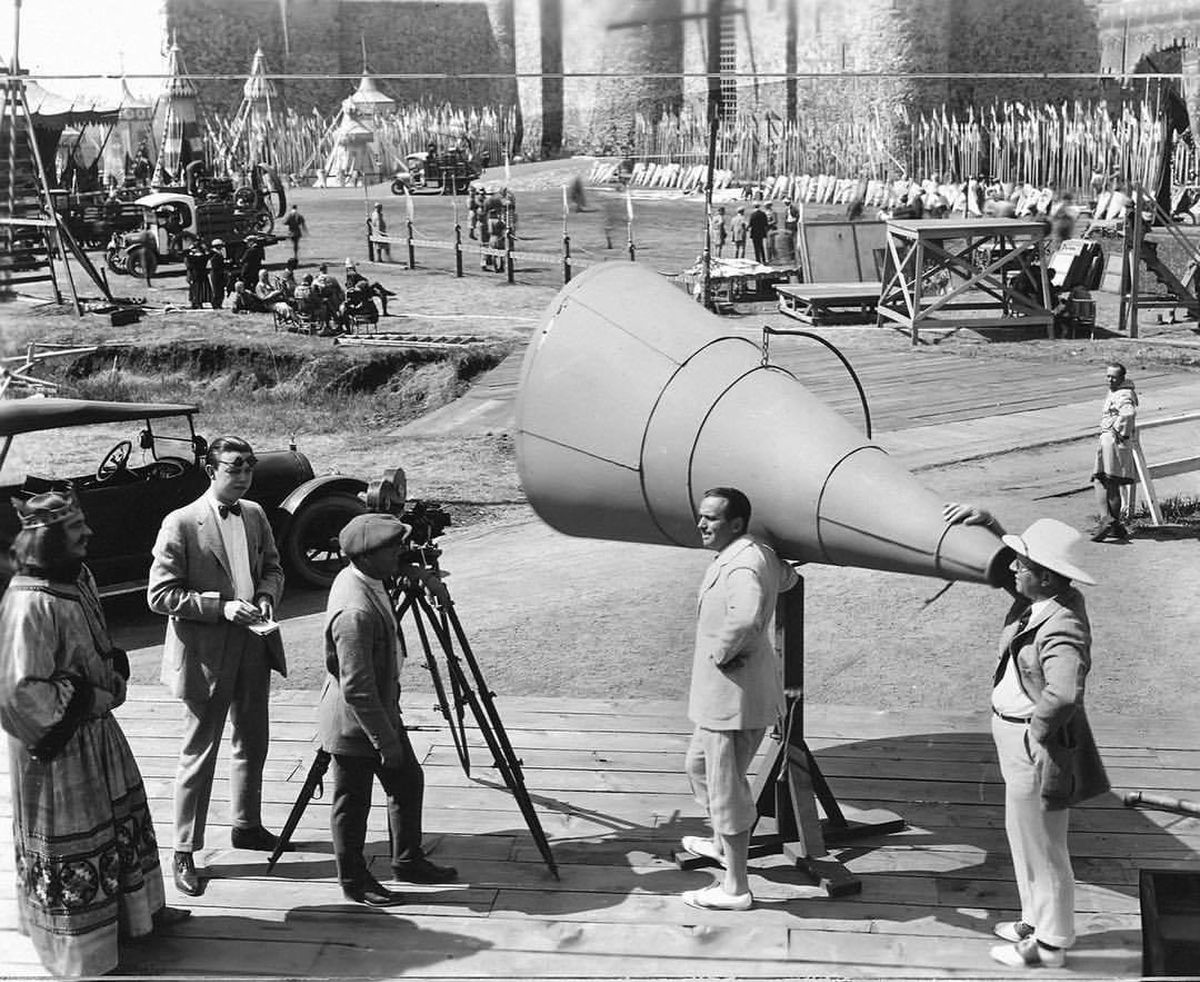
Porte-voix
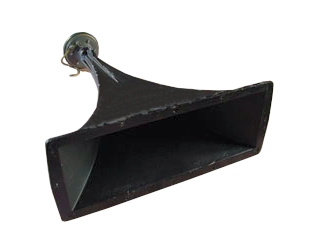
Haut-parleur à pavillon sectoriel

## Forme de pavillon
Il existe différentes formes de pavillon qui ont été affinées en fonction des besoins acoustiques au cours de l'histoire depuis l'approche par tâtonnements des facteurs d'instruments jusqu'au recours aux modèles mathématiques des acousticiens:
- pavillon de Bessel[3];

« Vincent Bach, durant sa vie, a conçu 102 pavillons différents pour les trompettes en Sib ! Tous basés sur les équations de Bessel... Et seuls 3 d’entre-eux ont connu un destin industriel : 37, 43, 72. 

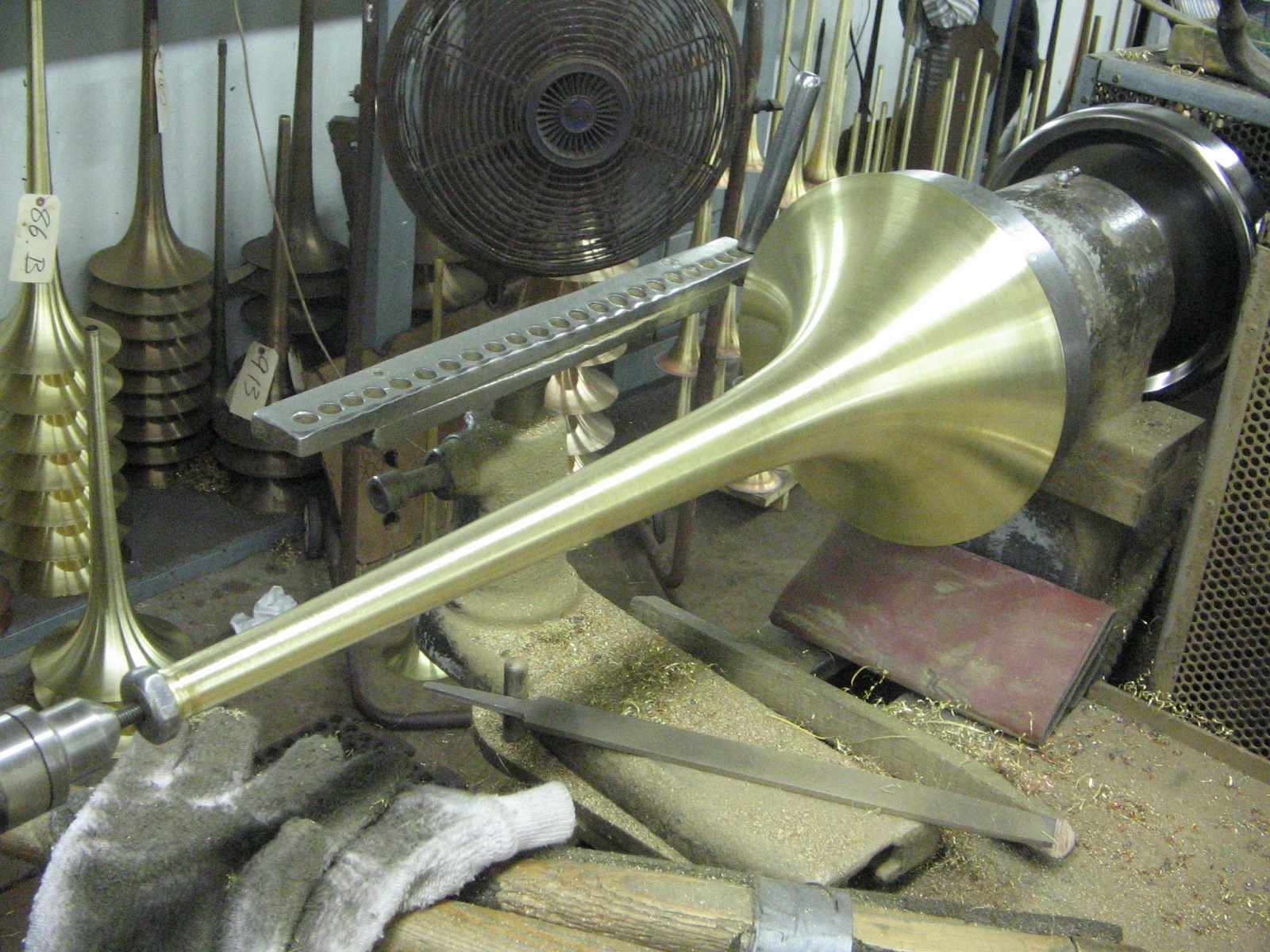
Pavillon de trombone en cours de fabrication.

C’est assez dire combien il est peu évident de dessiner un pavillon efficace ! »

— Les pavillons : des formes et des dimensions à couper le souffle !
- pavillon conique : dans un pavillon conique se propage principalement une onde sphérique. Ce type de pavillon est utile pour obtenir une directivité constante sur une plage de fréquence donnée[6];
- pavillon hyperbolique ;
- pavillon exponentiel: le front d'onde n'est ni plan, ni exponentiel dans ce type de pavillon[6]. Avec ce type de pavillon, la transmission est parfaite vers le milieu ambiant mais l'onde de retour vers la source disparaît, tout le son est transmis vers l’extérieur. Le régime d’ondes stationnaires disparaît, ce modèle ne peut donc être utilisé comme pavillon pour instrument de musique, en particulier les cuivres, mais convient aux haut-parleurs ;
- pavillon TRACTRIX (selon une tractrice) : développé et breveté en 1929 par Paul Voigt (de) sur des critères particuliers (ondes hémisphériques perpendiculaires aux parois).